# La Paz (État de Mexico)
Pour les articles homonymes, voir La Paz (homonymie).
La Paz est l'une des 125 communes (municipios) de l'État de Mexico, au Mexique.
Elle couvre une superficie de 26,71 km2 et compte 293 725 habitants en 2015.

## Histoire

### Administration
La commune (municipio) se compose de quatre localités principales :
- Le chef-lieu (cabecera), Los Reyes Acaquilpan (es) ;
- Trois agglomérations urbaines : La Magdalena Atlicpac (es),  San Sebastián Chimalpa et San Salvador Tecamachalco.